# Thomas S. Power
Thomas Sarsfield Power (18 juin 1905 – 6 décembre 1970) est un général d'aviation américain. Aviateur militaire actif pendant plus de 30 ans, il commanda des escadres de bombardiers durant la Seconde Guerre mondiale, dirigeant le premier grand bombardement incendiaire sur Tokyo et participant aux bombardements atomiques sur Hiroshima et Nagasaki. Après guerre, il fut le commandant en  chef du Strategic Air Command de 1957 à 1964.

## Jeunes années
Né à New York en 1905, Thomas S. Power assista à la Barnard Preparatory School à New York et entra à l'Air Corps Flying School en février 1928. Il en ressort sous-lieutenant en février 1929.
Ses débuts de service inclurent des affectations à la plupart des principaux lieux de l'Air Corps - le Chanute Field, dans l'Illinois, comme élève officier; à Langley Field, en Virginie, en tant que commandant du détachement du quartier-général de la seconde escadre; à Bolling Field, à Washington, D.C., pour servir en tant que pilote dans les opérations de poste aérienne de l'Armée de l'air; à Randolph Field, au Texas, comme instructeur de vol; à Maxwell Field, en Alabama, pour assister à la Air Corps Tactical School, et en complétant sa carrière d'officier dans l'ingénierie et l'armement à Nichols Field, aux Philippines.

## Seconde Guerre mondiale
Au cours de la Seconde Guerre mondiale, Powers participa dans un premier temps au combat sur des B-24 lors de missions avec la 304th Bomb Wing en Afrique du Nord et en Italie. Après son retour aux États-Unis en août 1944, il fut nommé commandant de la 314th Bomb Wing et déménagea ses B-29 à Guam au sein du 21st Bomber Command. De Guam, Powers dirigea le premier grand bombardement incendiaire sur Tokyo, le 9 mars 1945.
Le 1er août 1945, le général Carl Spaatz, alors commandant général des forces aériennes stratégiques américaines dans le Pacifique, déplaça Power au sein de son staff en tant que chef adjoint des opérations. C'est à ce poste qu'il participa aux bombardements atomiques sur Hiroshima et Nagasaki.

## Guerre froide
Au cours de l'opération Crossroads, les tests des bombes atomiques sur l'atoll de Bikini en 1946, Powers fut affecté comme commandant adjoint de la force opérationnelle aérienne dans le staff de l'amiral William H. P. Blandy. Puis il eut des missions en tant que chef adjoint du personnel de l'Air pour les opérations à Washington et une période comme attaché militaire à Londres, avant son transfert au Strategic Air Command (SAC) en tant que vice-commandant en 1948. Au cours des six années suivantes, Powers assista le général Curtis LeMay, alors commandant en chef du SAC, dans la mise en place de ce commandement. Powers fut ensuite nommé commandant de l'Air Research and Development Command en 1954, poste qu'il occupa pendant trois ans.
Lorsque le général LeMay fut nommé vice-chef d'état-major de l'Armée de l'Air en 1957, Powers devint commandant en chef du SAC et fut promu au rang de général (quatre étoiles).
Au cours de la crise des missiles de Cuba, le général Power passa le niveau d'alerte militaire des États-Unis à « DEFCON 2 », dernier niveau avant une guerre nucléaire totale. Power prit également des mesures sans précédent en diffusant un message d'alerte aux forces nucléaires du SAC dans le monde en utilisant des chaînes de radio non-cryptées dans le but d'alerter toutes les forces des États-Unis de la possibilité d'une guerre nucléaire mondiale imminente, et d'avertir l'Union soviétique que le SAC était prêt et en attente de déployer ses armes nucléaires.
Les Soviétiques  commencèrent le processus de retrait des missiles nucléaires à Cuba après cette diffusion, tandis que le président américain John Kennedy et son frère, le  procureur général (ministre de la Justice) Robert Kennedy, continuèrent à poursuivre les négociations malgré la faiblesse des voies de télécommunication diplomatiques avant la mise en œuvre du Téléphone rouge entre Moscou et Washington.
Comme son mentor le général LeMay, Power croyait que la seule forme efficace de stratégie de guerre contre les nations ennemies dirigées par des dictateurs en possession d'armes nucléaires était l'« équilibre de la terreur » (par risque de destruction mutuelle assurée). Power continua à superviser cette stratégie, tant dans le développement et le déploiement de l'arsenal nécessaire, et dans la volonté d'utiliser ces armes en cas de menace imminente. Comme LeMay, Power souligna la valeur des bombardiers, qui contrairement aux missiles peuvent être rappelés en cas d'erreur dans la détection de menaces, et offrent un recours stratégique rapide dans le cas d'une guerre totale.
Le général Power prend sa retraite de l'armée de l'Air le 30 novembre 1964 et meurt d'une crise cardiaque quatre ans plus tard, le 6 décembre 1970. ll fut le dernier officier aux États-Unis à obtenir le grade de général sans avoir suivi un enseignement universitaire.

## Distinctions
- Air Force Distinguished Service Medal.
- Silver Star.
- Legion of Merit avec feuilles de Chêne.
- Distinguished Flying Cross
- Bronze Star.
- Air Medal.
- Air Force Commendation Medal avec feuilles de Chêne.
- Croix de guerre 1939-1945 avec Palmes.

## Source
- (en) Cet article est partiellement ou en totalité issu de l’article de Wikipédia en anglais intitulé « Thomas S. Power » (voir la liste des auteurs).